# Seriola lalandi
Seriola lalandi is een straalvinnige vis uit de familie van horsmakrelen (Carangidae) en behoort derhalve tot de orde van baarsachtigen (Perciformes). De vis kan een lengte bereiken van 250 cm.

## Leefomgeving
Seriola lalandi komt in zeewater en brak water voor. De vis prefereert een subtropisch klimaat en heeft zich verspreid over de drie belangrijkste oceanen van de wereld (Grote, Atlantische en Indische Oceaan). De diepteverspreiding is 3 tot 825 m onder het wateroppervlak.

## Relatie tot de mens
Seriola lalandi is voor de visserij van beperkt commercieel belang. In de hengelsport wordt er weinig op de vis gejaagd. De vis wordt in Nederland, door Kingfish Zeeland, en in Australië gekweekt. Deze vis wordt sinds oktober 2017 in Nederland gekweekt en verkocht.
Voor de mens is Seriola lalandi ongevaarlijk.